# Phare du Cap Lévi
Der Phare du Cap Lévi ist ein Leuchtturm an der französischen Kanalküste im Département Manche.

## Geschichte
Im Rahmen des 1825 gestarteten landesweiten „Allgemeinen Programms zur Beleuchtung der Küsten Frankreichs“ (Programme général d'éclairage des côtes de France) wurden in den 1830er Jahren die heute noch aktiven Phare de Gatteville und Phare de la Hague in Betrieb genommen. Ergänzend dazu wurde 1850 zwischen diesen beiden Leuchttürmen erster Ordnung am Cap Lévi auf einer gut 30 m hohen Steilküste mit dem Bau eines Leuchtturms dritter Ordnung begonnen.
Der erste Phare du Cap Lévi hatte eine Höhe von 31 m und ging 1858 in Betrieb. Das erste Leuchtfeuer erzeugte mittels Pflanzenöl für je 3 Minuten abwechselnd ein weißes Dauerlicht bzw. ein rotes Blitzlicht. Der Linsenapparat hatte eine Brennweite von 25 cm. Nach 1875 wurde auf den Verbrauch von Mineralöl (Naphtha) umgestellt. 1901 wurde ein mit verdampftem Petroleum betriebenes Leuchtfeuer für rotes Blitzlicht in 5-Sekunden-Intervallen installiert. Im Jahr 1937 wurde der Turm elektrifiziert.
Nachdem der erste Turm 1944 zerstört worden war, wurde der heutige Leuchtturm zwischen dem 31. März 1947 und dem 14. Juni 1948 nach Plänen der Architekten Levasseur und Chauliat erbaut. Mit 28 m erreicht dieser nicht die Höhe des ursprünglichen Turms, da er aber höher am Hang angeordnet ist, blieb die auf den Meeresspiegel bezogene Feuerhöhe praktisch unverändert.  Der Turm wurde 1975 automatisiert und 2009 zum Monument historique erklärt.
Der Leuchtturm verfügt heute über eine Halogenlampe mit 650 Watt Leistung sowie über ein Linsensystems mit einer Brennweite von 25 cm. Die Leuchtweite des roten Blitzlichts beträgt 20 nautische Meilen.